# Скуениекс, Маргерс
Маргерс Скуениекс (латыш. Marģers Skujenieks; род. 22 июня 1886, Рига — 12 июля 1941, Москва) — латвийский государственный и политический деятель, премьер-министр Латвии. Экономист, статистик и публицист.

## Биография
Родился в Риге, в семье Эдуарда и Луизы Скуениексов. Участвовал в революции 1905 года. С 1907 года обучался в Москве, где работал статистиком. В 1911 году один из первых предложил идею об политической автономии Балтии. В 1918 году председательствовал на заседаниях Демократического блока — нелегального объединения латвийских партий, целью которых было провозглашение независимости Латвии.
В 1919 году организовал Государственное статистическое управление и возглавлял его до 1940 года, провёл переписи населения в 1920 и 1925 году. В 1921 году группа социал-демократических депутатов вокруг Скуениекса откололась от ЛСДРП и начала поддерживать правительство. В декабре 1926 года он сам возглавил латвийское правительство. В июне 1927 года подписал с Москвой Торговый договор — первый после Мирного договора 1920 года между Латвией и Советской Россией документ об экономическом сотрудничестве. В январе 1928 года ушёл в отставку, однако в декабре 1931 года снова возглавил правительство до отставки в марте 1933 года. Также занимал пост министра финансов.
После присоединения Латвии к СССР был арестован и вскоре после начала Великой Отечественной войны расстрелян.

## Работы
- Latvijas lielrūpniecība. 1912
- Nacionālais jautājums Latvijā. Pēterburga: A. Gulbis, 1913
- Latvija. Zeme un iedzīvotāji Rīga: Valsts statistiskā pārvalde, 1920.
- Latvija. Zeme un iedzīvotāji Rīga: A. Gulbja apgādniecība, 1927. (3-e издание, переработанное)
- Latvija starp Eiropas valstīm. Rīga: Valsts statistiskā pārvalde, 1928
- Īstā seja. Rīga: 1930
- Latvieši svešumā un citas tautas Latvijā. Rīga: Valters un Rapa, 1930
- Latvijas statistikas atlass XX. Rīga: Valsts statistiskā pārvalde, 1938